# Лев Лоренцовича

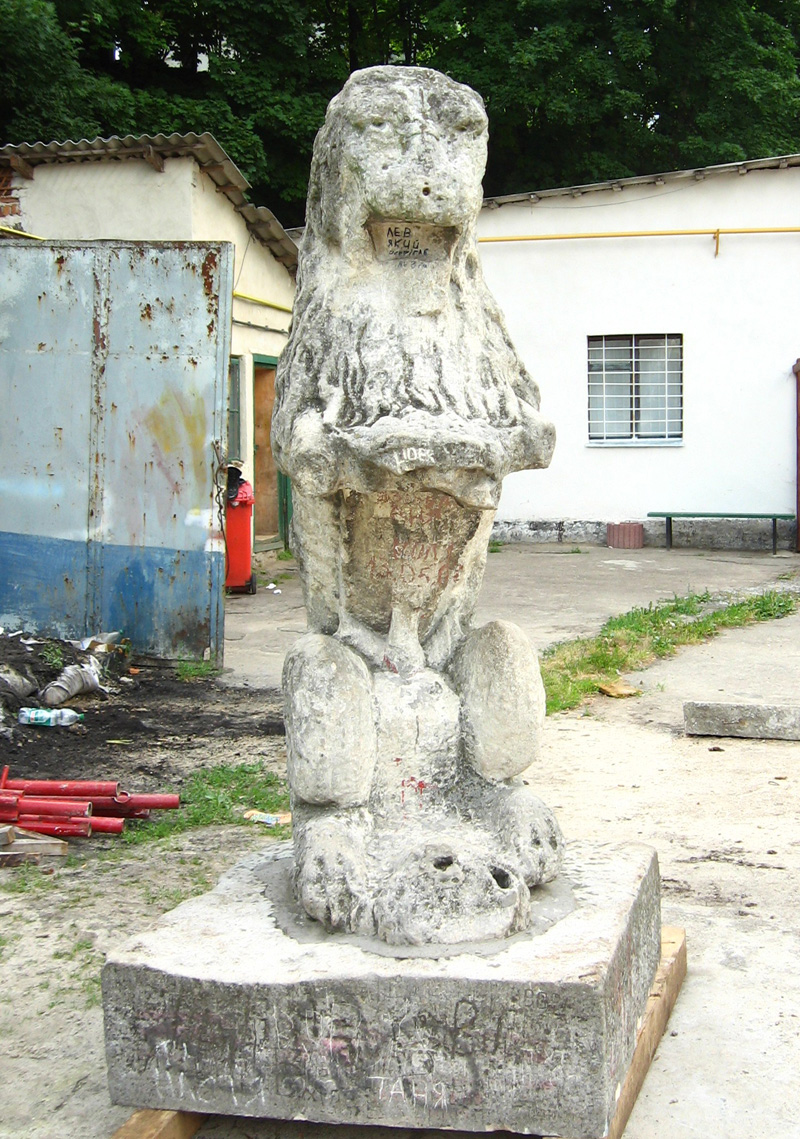
Состояние скульптуры летом 2007

Лев Лоренцо́вича — скульптурное изображение льва со щитом, старейшее скульптурное изображение городского символа Львова (Украина).
Лев Лоренцовича изготовлен из песчаника, датируется XVI столетием. Первоначально был установлен на мраморном постаменте перед городской ратушей на площади Рынок. Название «Лев Лоренцовича» отображает события 1619 года, когда член магистрата шляхтич Ян Юлиан Лоренцович отбил городского бургомистра Бартоломея Уберовича. Львовского бургомистра похитил другой шляхтич, Немирич, за то, что бургомистр позволил себе подвергнуть заключению Немирича за подстрекательство львовян к мятежу.
В 1874 года Льва Лоренцовича настроенные патриотично студенты-поляки попытались перенести на курган Люблинской унии, который строили на Высоком замке. Многотонную скульптуру смогли донести лишь до конца современной улицы Максима Кривоноса и там оставили. Позже полиция перенесла скульптуру к основанию кургана.
Скульптура значительно пострадала от вандалов, был практически полностью отбит щит с изображением львовского герба. В 2007 году лев Лоренцовича был перенесён от подножия Высокого замка на консервацию.